# 18155 Джейсоншулер
18155 Джейсоншулер (18155 Jasonschuler) — астероїд головного поясу, відкритий 1 серпня 2000 року.
Тіссеранів параметр щодо Юпітера — 3,413.